# سيدة السلام

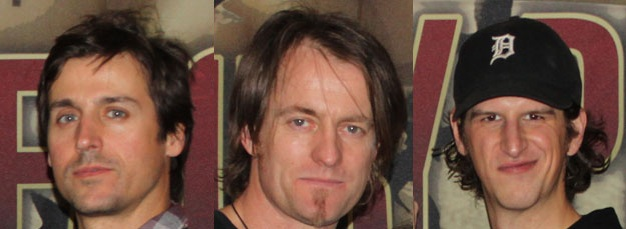
راين مايدا، (Raine Maida) فوق-يسار..
جيرمي تاغارت, (Jeremy Taggart)
دنكان كوتس, (Duncan Coutts)
ستيف مازور(Steve Mazur)

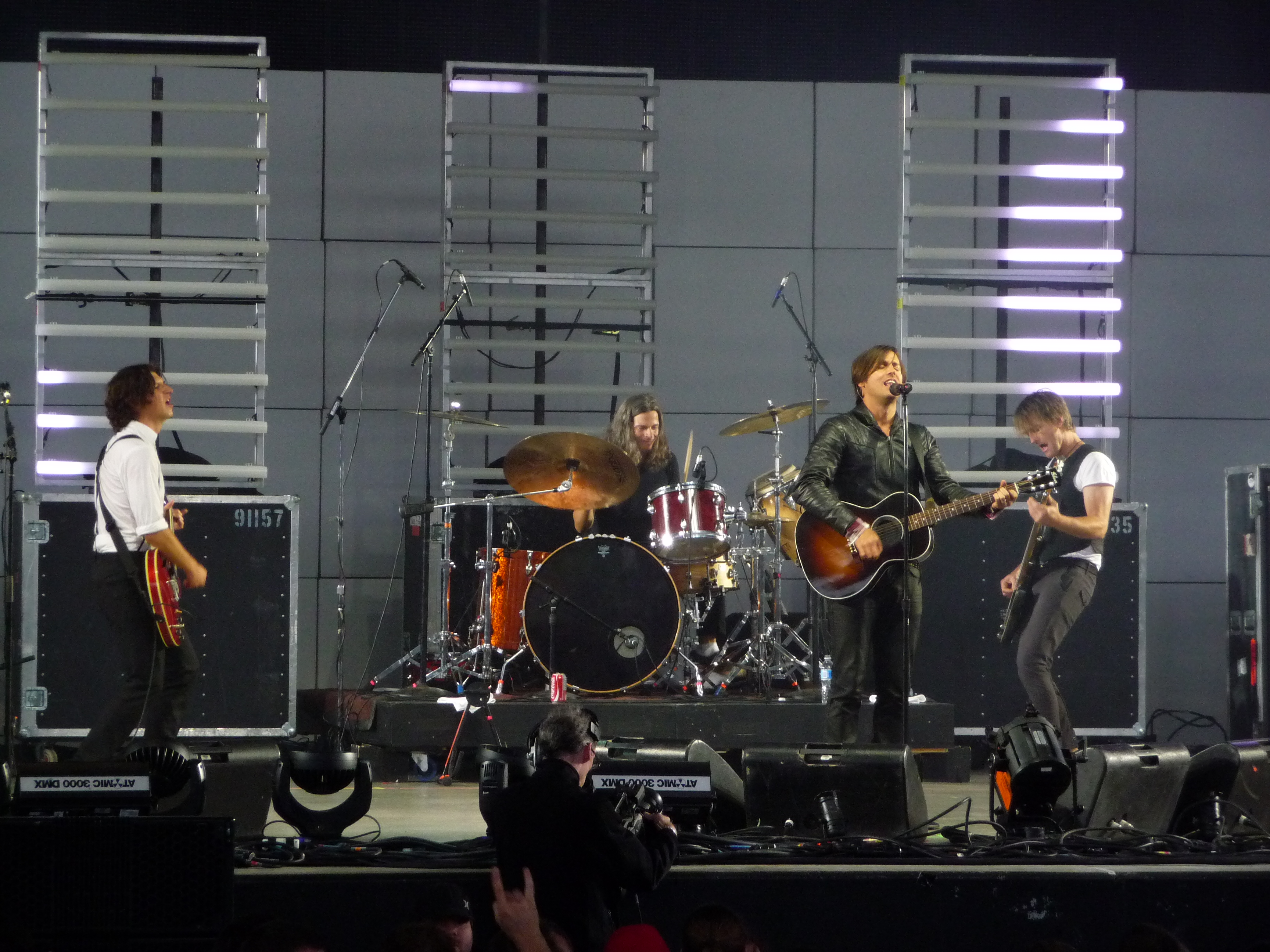
الفرقة في Virgin Festival - اغسطس 2009

سيدة السلام (بالإنجليزية: Our Lady Peace)‏ (ومعروفة أيضا بالاختصار OLP) ) هي فرقة لروك البديل تاسست في في تورونتو، أونتاريو، كندا في عام 1992. الفرقة برئاسة المغني راين مايدا منذ تأسيسها، الفرقة تتكون من عازف الإيقاع جيريمي تاغارت، دنكان كوتس على bass وستيف مازور عازف الجيتار (Lead guitar). وباعت الفرقة الملايين من البوماتها في العالم. فازت الفرقة باربع جوائز (Juno Awards) وبعشرة جوائز (MuchMusic Video Awards). ولم يسبق لفرقة أو فنان ان حصلت على هذا الكم من الجوائز.

## روابط خارجية
- سيدة السلام على موقع IMDb (الإنجليزية)
- سيدة السلام على موقع ميوزك برينز (الإنجليزية)
- سيدة السلام على موقع أول ميوزيك (الإنجليزية)
- سيدة السلام على موقع ديسكوغز (الإنجليزية)